# Servicio Vaticano de la Policía Italiana
El Servicio Vaticano de la Policía Italiana está formado por los policías italianos que custodian, junto con la Guardia Suiza y los Servicios Vaticanos de Seguridad, la Plaza de San Pedro, en la Ciudad del Vaticano.
Según el Tratado de Letrán, firmado en 1929, se establecía la independencia total y los límites entre la Ciudad del Vaticano (bajo soberanía de la Santa Sede) y la nación italiana. El Tratado ponía bajo soberanía del papa a la plaza de San Pedro, pero hoy en día se ha establecido esta vigilancia conjunta.